# 초승달과 밤배 (영화)
"초승달과 밤배"는 2005년에 개봉한 대한민국의 영화이다.

## 캐스팅
- 이요섭 : 난나 역
- 한예린 : 옥이 역
- 강부자 : 할머니 역
- 장서희 : 조선희 선생님 역
- 기주봉 : 삼촌 역
- 양미경 : 한영자 역
- 이상현 : 한영자 남편 역
- 김애경 : 우여사 역
- 신지수 : 화양 역
- 김일우 : 지국장 역 (유작)
- 장희진 : 이모할머니 역
- 유순철 : 목발 김씨 역
- 이인철 : 약장수 역
- 박성근 : 삐에로 역
- 반석진 : 경찰계장 역
- 김동수 : 앵벌이 역
- 조정은 : 명철네 역
- 정대훈 : 상민 역
- 김원식 : 껄렁이 역
- 이진희 : 한영자 딸 역
- 원덕현 : 어린 난나 친구 1 역